# Treat Myself (álbum)
Treat Myself (estilizado en mayúsculas) es el tercer álbum de estudio de la cantante y compositora estadounidense Meghan Trainor. El álbum originalmente estaba programado para su lanzamiento el 31 de agosto de 2018, pero se retrasó debido a que Trainor quería agregar más canciones. El 7 de enero de 2019, el álbum se retrasó aún más y su pre-orden se eliminó de las plataformas iTunes y Apple Music. Más tarde ese año, Idolator informó que se esperaba que fuera lanzado a principios de 2020. Finalmente, el 6 de noviembre de 2019, se anunció que el álbum vería la luz el 31 de enero de 2020. Treat Myself cuenta con dos sencillos, «No Excuses», «Wave» y el sencillo promocional, «Workin' On It». «Let You Be Right» y «Can't Dance» estaban destinados a formar parte del álbum, pero finalmente no se incluyeron. Trainor lanzó el extended play The Love Train para compensar el retraso del álbum.

## Antecedentes
Al retrasar el álbum, Trainor declaró en agosto de 2018: «Estoy en un lugar tan increíble y no puedo dejar de escribir canciones... he decidido mover mi nuevo álbum Treat Myself hasta que tenga todo fuera de mi cabeza y grabado en el estudio». En noviembre de 2018, Trainor declaró que había trabajado con Sasha Sloan y Lennon Stella en una canción para el álbum titulada «Workin' On It» a la que llamó «sobre amarse así mismo y solo intentarlo». El álbum se ha caracterizado como estar «lleno de himnos de amor propio». Billboard llamó a la canción homónima del álbum una «canción de bajo, amante de la diversión, que es la banda sonora perfecta para cualquier salida nocturna» y una «melodía brillante».
El 9 de julio de 2020, Trainor anuncia una versión "deluxe" del álbum que sería publicado el 17 de julio, al igual que la publicación a medianoche del sencillo «Make You Dance». Posteriormente el 14 de julio revelaría el contenido de la nueva edición, que incluiría 3 canciones inéditas y dos versiones acústicas.

## Sencillos
El primer sencillo del álbum, titulado «No Excuses», fue lanzado el 1 de marzo de 2018. Es una canción pop con influencias country, descrita como un himno de empoderamiento explosivo sexista. La canción debutó en el número 46 en la lista estadounidense Billboard Hot 100. «Wave», con Mike Sabath, fue lanzada como el segundo sencillo el 27 de septiembre de 2019.
El 22 de enero de 2020, Trainor anunció en un reportaje en vivo de Instagram que la segunda canción del álbum, titulada "Nice to Meet Ya" con la rapera Nicki Minaj, sería lanzado como el tercer sencillo del álbum junto con el lanzamiento del álbum el 31 de enero de 2020.
El 9 de julio de 2020, Trainor anuncia a través de sus diversas redes sociales la publicación de su siguiente sencillo "Make You Dance" en la medianoche del día siguiente, como apoyo a la edición de lujo que sería publicada una semana después. El 17 de julio de 2020 se lanza un video musical como apoyo a la canción.

### Sencillos  promocionales
Varias canciones fueron lanzadas como sencillos promocionales, incluyendo "Genetics" el 13 de septiembre de 2019 y "Workin' On It", con Lennon Stella y Sasha Sloan, el 6 de noviembre de 2019. La versión original de "Genetics" no incluía a los Pussycat Dolls, que fueron posteriormente añadidos a la canción antes del lanzamiento del álbum. "Evil Twin" fue lanzado el 13 de diciembre de 2019 (Viernes 13). "Blink" fue lanzado el 17 de enero de 2020.

## Recepción de la crítica
Treat Myself recibió críticas mixtas de los críticos. Mike Nied, de Idolator, lo llamó una "escucha emocionante", añadiendo que el álbum muestra efectivamente el rango creativo de Trainor, "merece respeto y valió la pena la espera". Lauren Alvarez de Forbes describió el álbum como "un espectacular escaparate del talento, lirismo y rango general de Trainor", coincidiendo en que el proyecto valió la pena la espera. El escritor de AllMusic Matt Collar dijo que con él, Trainor "continúa evolucionando su sonido", pero le falta algo del encanto de su álbum de estudio debut con un gran sello discográfico, Title (2015). Añadió que ella emplea un estilo de producción sofisticado que "a veces amenaza con perderla en la mezcla", pero "hay muchos momentos divertidos".
Según Russ Coffey de The Arts Desk, Trainor está "en su mejor momento cuando conserva algo de su descarado encanto de chica de al lado", y a pesar de sus inconsistencias, Treat Myself hace exactamente eso. <Escribiendo para PopMatters, Jessica Brant declaró que el álbum se hunde bajo la presión del feminismo de la industria del entretenimiento, y ofrece "el usual servicio de labios que las agencias de branding emplean para reforzar las carteras de su sexy y femenina clientela". Hannah Mylrea de la revista NME lo llamó "una escucha frustrante", añadiendo que es "enfermizamente dulce y lleno de letras cliché", describiéndolo como "una lección de teatralidad sacarina llena de canciones insípidas". Dani Blum de Pitchfork fue crítico con Treat Myself, diciendo que "trata de ser todo para todas las personas", y refiriéndose a ella como "una sobrecarga sónica que golpea al oyente con el bastardo empowerment".

## Lista de canciones
Adaptada para Apple Music. El álbum contará con 15 canciones.

| Treat Myself |                                                       |                                                                      |                        |          |  |
| N.º          | Título                                                | Escritor(es)                                                         | Productor(es)          | Duración |  |
| 1.           | «Wave» (junto a Mike Sabath)                          | Meghan Trainor y Michael Sabath                                      | Sabath                 | 2:56     |  |
| 2.           | «Nice to Meet Ya» (junto a Nicki Minaj)               | M. Trainor, Scott Friedman, Mark Williams, Raul Cubina y Nicki Minaj | Ojivolta               | 3:17     |  |
| 3.           | «Funk»                                                | M. Trainor, Ryan Trainor, Eddie Benjamin y Sabath                    | Sabath                 | 3:11     |  |
| 4.           | «Babygirl»                                            | M. Trainor, Samuel Romanss y Sabath                                  | Sabath                 | 3:20     |  |
| 5.           | «Workin' On It» (junto a Lennon Stella y Sasha Sloan) | M. Trainor, Alexandra Yatchenko, Henry Allen y Lennon Stella         | King Henry             | 3:01     |  |
| 6.           | «Ashes»                                               | M. Trainor, Sophie Cooke y Daniel Gleyzer                            | Gleyzer                | 3:17     |  |
| 7.           | «Lie to Me»                                           | M. Trainor, R. Trainor y Justin Trainor                              | Ojivolta               | 2:40     |  |
| 8.           | «Here to Stay»                                        | M. Trainor, Benjamin, Gleyzer y Zach Skelton                         | Skelton                | 3:03     |  |
| 9.           | «Blink»                                               | M. Trainor, R. Trainor, Bruce Fielder y Steven Manovski              | Sigala y Manovski      | 2:47     |  |
| 10.          | «Genetics» (junto a The Pussycat Dolls)               | M. Trainor, R. Trainor, Justin Tranter y Sabath                      | Sabath                 | 2:57     |  |
| 11.          | «Evil Twin»                                           | M. Trainor, Joshua Kear, Ethan Snoreck y Tyler Johnson               | Johnson y Andrew Wells | 3:12     |  |
| 12.          | «After You» (junto a AJ Mitchell)                     | M. Trainor, J. Trainor, Anders Mouridsen y Johnson                   | Johnson                | 3:26     |  |
| 13.          | «Another Opinion»                                     | M. Trainor, J. Trainor y Johnson                                     | Johnson y Jon Castelli | 3:03     |  |
| 14.          | «No Excuses»                                          | M. Trainor, Jacob Hindlin y Andrew Wells                             | Wells                  | 2:32     |  |
| 15.          | «Have You Now»                                        | M. Trainor, Cooke                                                    | Some Randoms y Sabath  | 3:46     |  |
| 46:28        |                                                       |                                                                      |                        |          |  |

| Edición de lujo por Target. |                |                                                    |               |          |  |
| N.º                         | Título         | Escritor(es)                                       | Productor(es) | Duración |  |
| 16.                         | «All the Ways» | M. Trainor, Hindlin y Wells                        | Wells         | 2:55     |  |
| 17.                         | «Treat Myself» | M. Trainor, Wells, Tobias Jesso Jr. y Ryan Trainor | Wells         | 2:54     |  |

| Edición de lujo. |                                       |                                                              |                  |          |  |
| N.º              | Título                                | Escritor(es)                                                 | Productor(es)    | Duración |  |
| 16.              | «Make You Dance»                      | M. Trainor, Wells, Anthony Rossomando, Grace Braker          | Asa Welch        | 3:11     |  |
| 17.              | «Underwater» (junto a Dillon Francis) | M. Trainor, Dillon Francis, James Rushent, R. Trainor        | Francis, Rushent | 2:41     |  |
| 18.              | «You Don't Know Me»                   | M. Trainor, Alex Schwartz, Joe Khajadourian, Michael Pollack | The Futuristic   | 3:30     |  |
| 19.              | «Ashes» (Acoustic)                    | M. Trainor, Cooke y Gleyzer                                  | -                | 3:14     |  |
| 20.              | «Workin' On It» (Acoustic)            | M. Trainor, King Henry, Lennon Stella, Sasha Sloan           | -                | 3:06     |  |

## Charts
| Chart (2020)                       | Posiciones en listas |
| ---------------------------------- | -------------------- |
| Australia (ARIA)                   | 13                   |
| Bélgica (Ultratop flamenca)        | 109                  |
| Bélgica (Ultratop valona)          | 119                  |
| Canadá (Billboard Canadian Albums) | 25                   |
| Países Bajos (Album Top 100)       | 87                   |
| Alemania (Media Control Charts)    | 99                   |
| Irlanda (IRMA)                     | 58                   |
| Nueva Zelanda (RMNZ)               | 40                   |
| Reino Unido (UK Albums Chart)      | 41                   |
| Estados Unidos (Billboard 200)     | 25                   |